# Niccolò Antonio Zingarelli

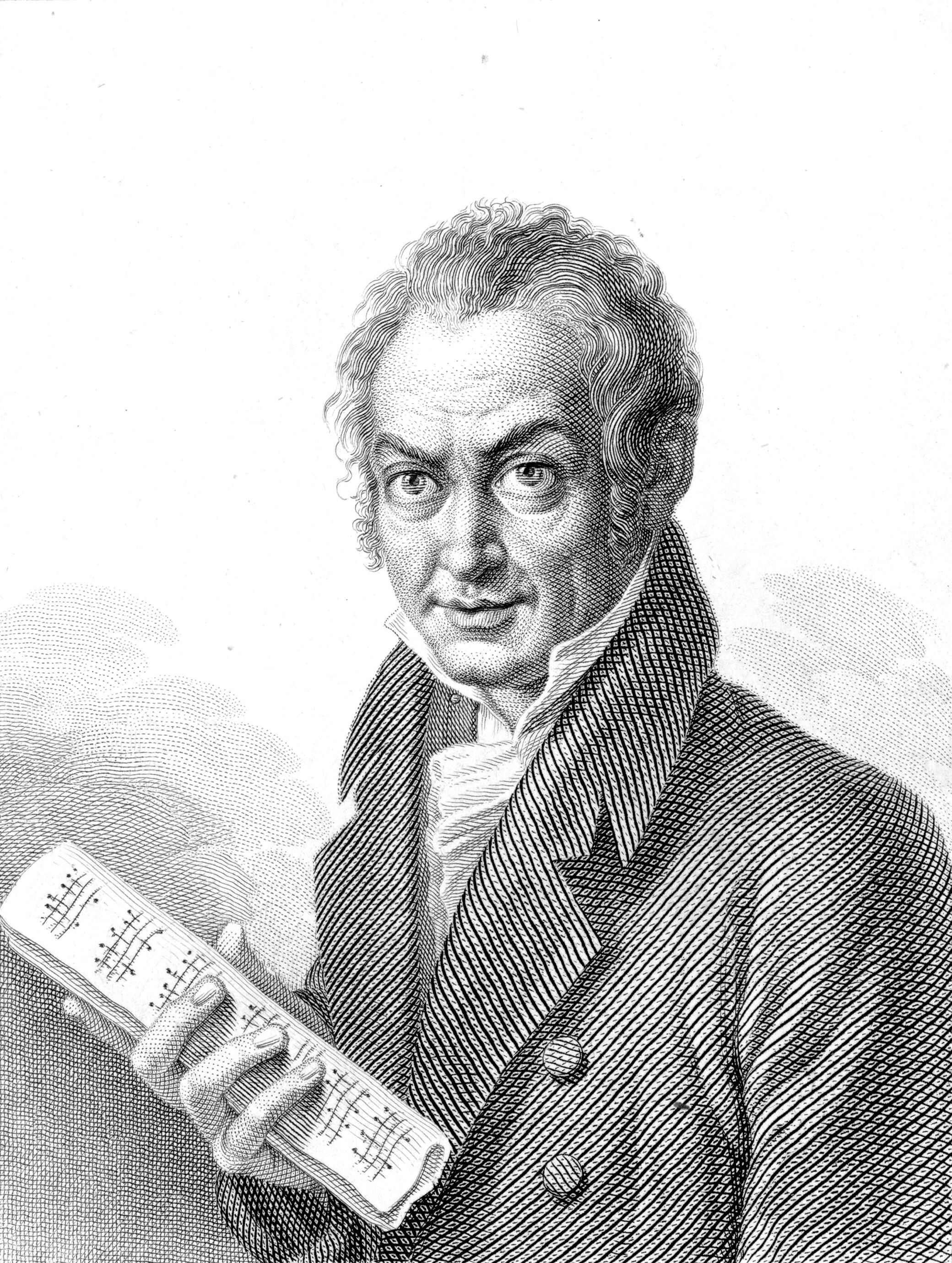
Niccolò Antonio Zingarelli.

Niccolò Antonio Zingarelli, född den 4 april 1752 i Neapel, död den 5 maj 1837 i Torre del Greco, var en italiensk kompositör. 
När fadern, en sånglärare och amatörtenor, dog var Zingarelli bara sju år gammal. Då började han i Conservatorio di S. Maria di Loreto och fick sin musikutbildning där. Han fick sin första opera, Montezuma, uppförd 1781. Zingarelli blev domkapellmästare i Milano 1792 och i Loreto 1794, var 1804–1811 kapellmästare vid Peterskyrkan i Rom och blev 1813 direktör för den kungliga musikskolan i Neapel samt 1816 kapellmästare vid katedralen där. Han komponerade 34 operor, på den tiden mycket uppskattade, 20 dramatiska kantater, 5 oratorier och en ofantlig mängd kyrkliga verk av alla slag. Zingarelli var lärare till
Bellini, Donizetti och Mercadante.